# Magnus Carlsson (sångare)

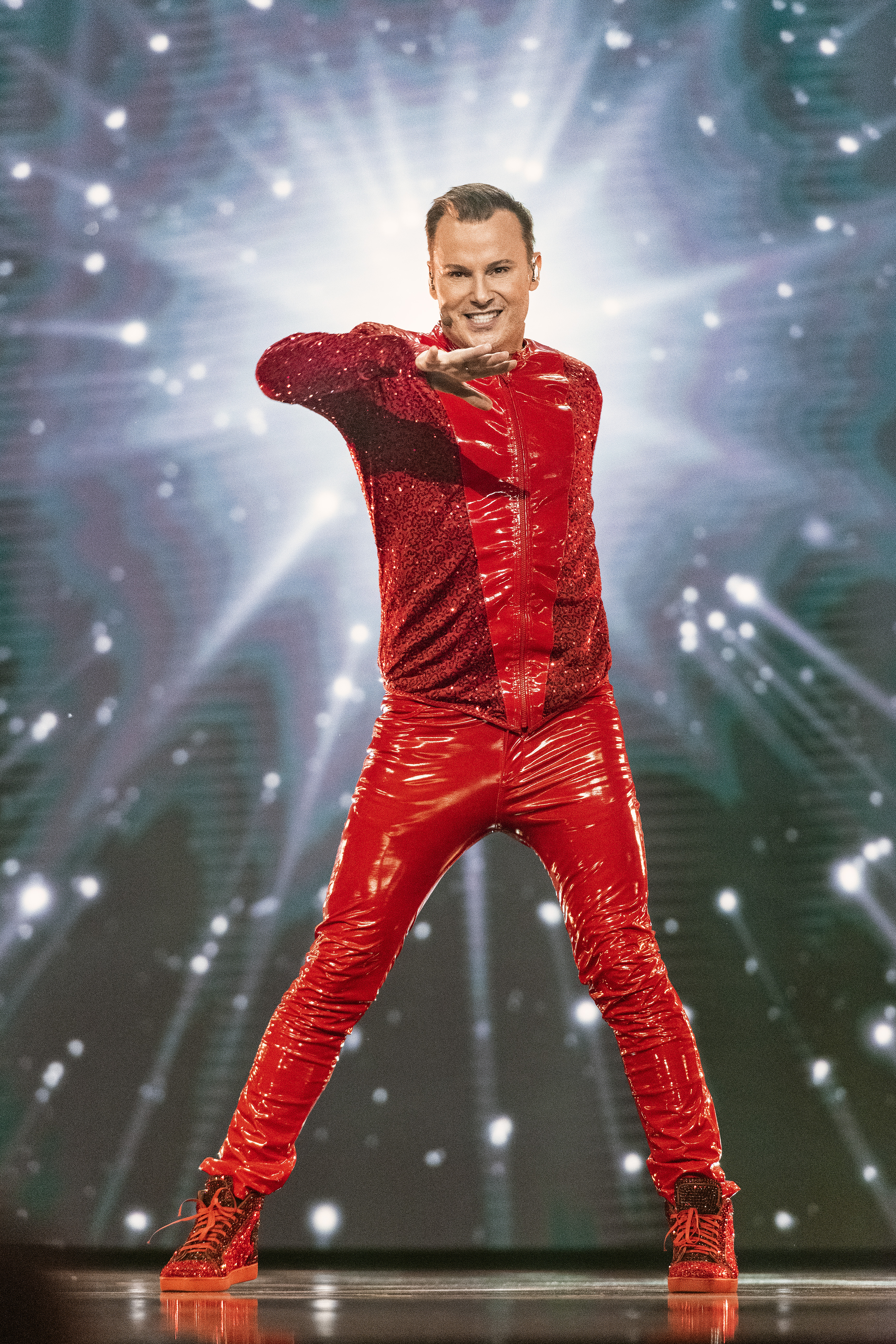
Magnus Carlsson på Melodifestivalen 2023 Linköping

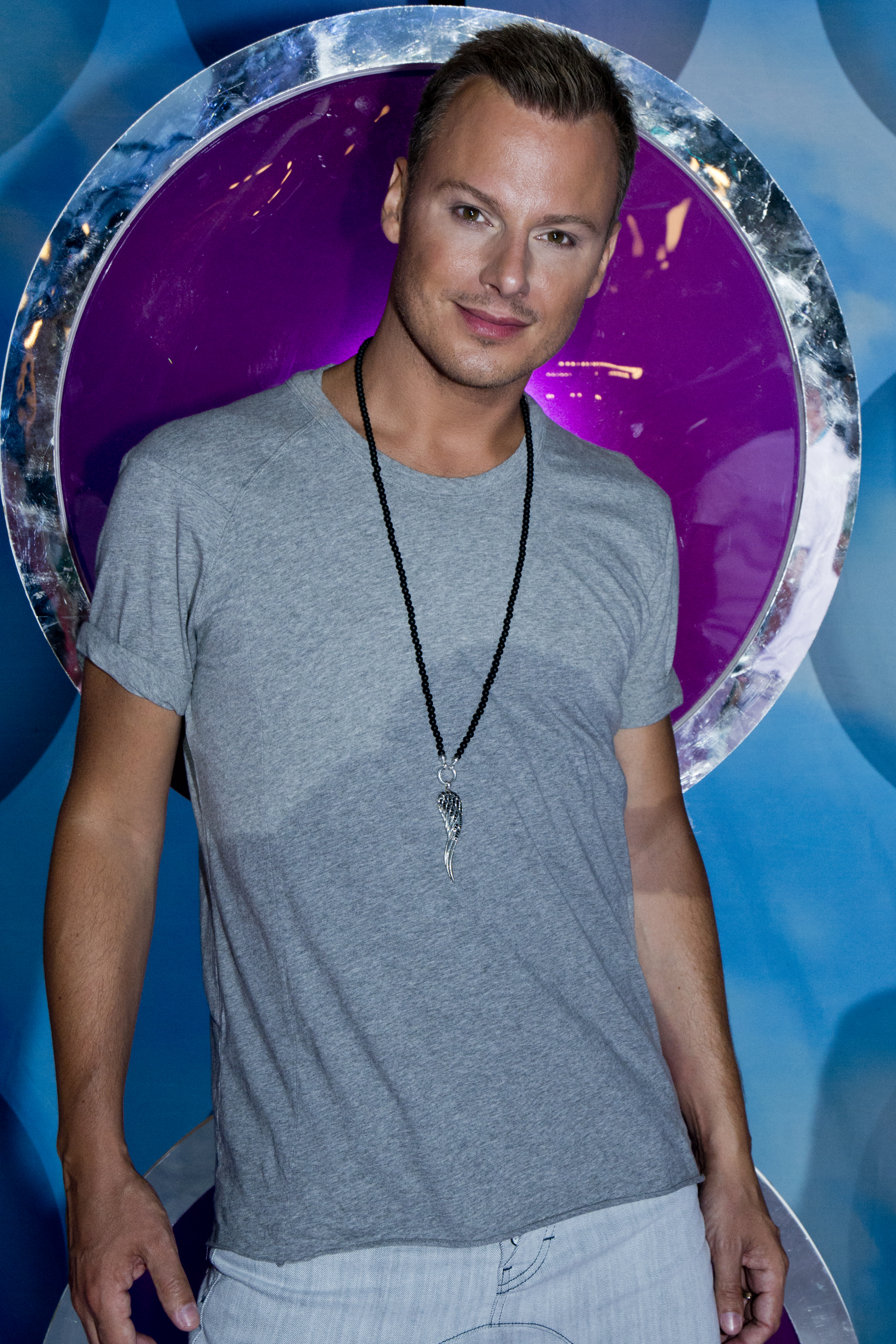
Magnus Carlsson på Sommarkrysset på Gröna Lund 2013.

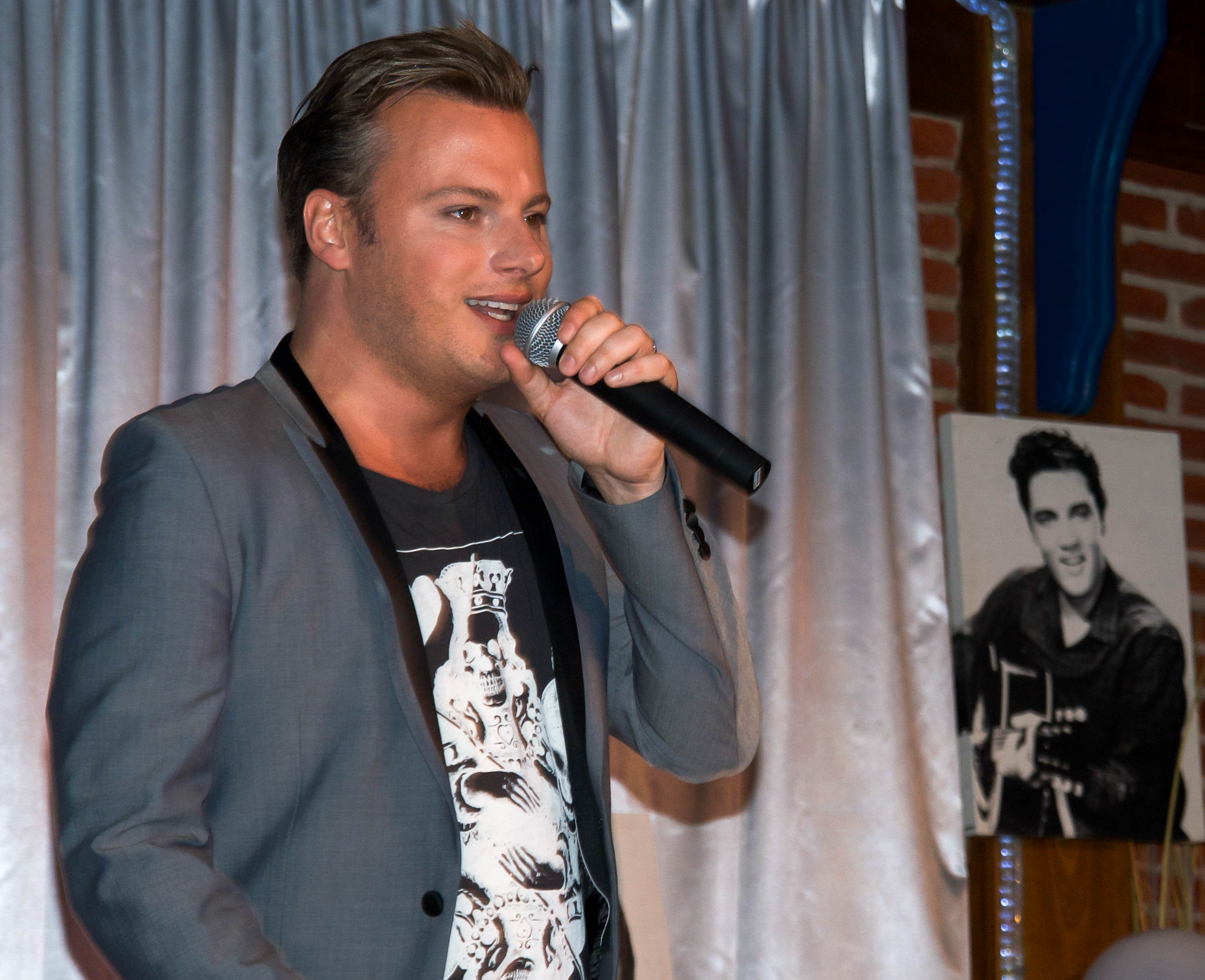
Magnus Carlsson framför Elvis-låtar på restaurang Roma på Gran Canaria 2010.

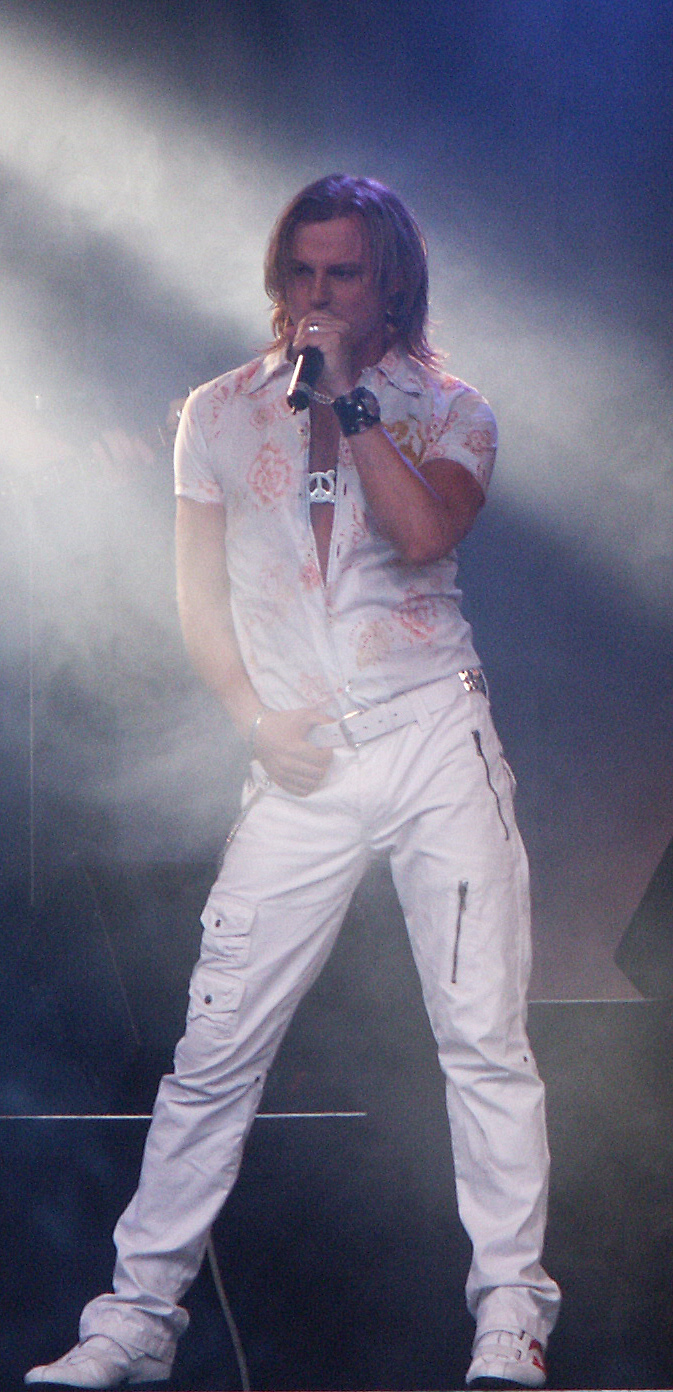
Magnus Carlsson, då Alcazar framträder på Stora Torget i Borås 2004.

Magnus Carlsson, född 24 juni 1974 i Fristads församling, Borås kommun, är en svensk popsångare och tidigare dansbandssångare. Carlsson är känd från dansbandet Barbados, popgruppen Alcazar och som soloartist. Under 2008 och 2009 har han också medverkat i Dansbandskampens jury.

## Biografi

### Bakgrund och Barbados
Magnus Carlsson växte upp i Fristad i Borås kommun. Han har gått tre år på gymnasieskola, Hvitfeldtska gymnasiet, med inriktning på musik och fyra år på musikhögskola. År 1992 var Carlsson med och startade Barbados. Populariteten och framgången var som allra störst för Barbados under hela 1990-talet och i början 2000-talet. Bland bandets mest kända låtar finns till exempel "Hold Me", "Belinda", "Grand Hotell", "Rosalita", "Vi kan inte va tillsammans - vi kan inte va isär", och "Kom hem", den senare segrande i tävlingen Dansbandslåten år 2000.
I början av 2002 bestämde han sig för att lämna Barbados, men han kvarstod dock i gruppen under hela året. År 2008 medverkade Magnus Carlsson på en tillfällig återföreningskväll i Scandinavium i Göteborg.

### Alcazar, solokarriär
Den 13 december 2002 blev Carlsson officiellt medlem i popgruppen Alcazar och den 24 januari 2003 gjorde Barbados sin sista spelning med Magnus Carlsson som sångare. Den 25 februari 2006 deltog han i Melodifestivalens andra deltävling i Karlstad med låten "Lev livet!" som skrevs av Anders Glenmark och Niklas Strömstedt och tog sig till finalen i Globen, där den slutade på åttonde plats. I Melodifestivalen 2007 blev hans låt "Live Forever" utslagen i den tredje deltävlingen, där den slutade på femte plats. Bidraget blev dock en av de många hitlåtarna från det årets melodifestival, med en förstaplats på Digilistan och årets 33:e största Tracks-hit.
Magnus Carlsson lämnade gruppen Alcazar år 2005 för att istället satsa på en solokarriär. Carlsson har också varit programledare för TV3:s program West End Star. Den 14 februari 2015 deltog han i Melodifestivalens andra deltävling, med låten "Möt mig i Gamla stan", som gick direkt till finalen i Friends Arena. I finalen slutade Magnus på 9:e plats med sin låt Möt mig gamla stan. Sammanlagt har Magnus tävlat tre gånger med sitt band Barbados, två gånger med Alcazar och tre gånger som soloartist vilket innebär att han medverkat totalt åtta gånger i Melodifestivalens historia.
Carlsson var även med i TV4:s Körslaget under 2008 där han slutade på tredje plats med sin kör från Borås.
Den 9 juni 2010 utgavs singeln "Mitt livs gemål" tillsammans med Charlotte Perrelli. Låten är tillägnad kronprinsessan Victoria och prins Daniel och är skriven av Monica och Carl-Axel Dominique. Det var emellertid inte första gången de två sjöng duett; redan i början på 1990-talet spelade de två in en låt påtänkt till Melodifestivalen.

## Privatliv
Carlsson är medlem av Långarydssläkten. Han är sedan januari 2006 gift med Mats Carlsson, född Pelli.

## Solodiskografi
(För Alcazar eller Barbados diskografi, se respektive artikel)

### Studioalbum
- 2001: En ny jul
- 2006: Magnus Carlsson
- 2006: Spår i snön
- 2007: Live Forever – The Album
- 2010: Pop Galaxy
- 2014: Happy Holidays
- 2015: Gamla Stan
- 2021: Atmosphere
- 2023: En jäkla massa schlager (med Linda Bengtzing)

### EP
- 2009: Änglarnas tid
- 2013: Glorious
- 2016: Once Upon A Christmas Night (med Jessica Andersson)

### Samlingsalbum
- 2008: Re:Collection 93-08
- 2009: Christmas - Deluxe Edition
- 2019: Från Barbados till Gamla Stan

### 12" Picture Disc
- 2009: "This Is Disco" (endast 250 kopior)
- 2010: "A Little Respect" (endast 250 kopior)

### Solosinglar
- 2001: "Mitt vinterland"
- 2002: "Stilla ro och nära" (med Åsa Jinder)
- 2002: "Finns det mirakel"
- 2004: "Varför jag?"
- 2006: "Lev livet!"
- 2006: "Mellan vitt och svart"
- 2006: "Wrap Myself In Paper"
- 2007: "Live Forever"
- 2007: "Waves of Love"
- 2007: "Another Rainbow"
- 2008: "Crazy Summer Nights"
- 2008: "I Was Born This Way"
- 2008: "Walking In My Shoes"
- 2009: "Y.M.C.A."
- 2009: "Sommaren som aldrig säger nej" (med Wille Crafoord)
- 2009: "This Is Disco"
- 2010: "A Little Respect"
- 2010: "Feel You"
- 2010: "Mitt livs gemål" (med Charlotte Perrelli)
- 2010: "The Best In Me"
- 2010: "Christmas With You"
- 2010: "Navidad Junto A Ti"
- 2011: "The Kiss"
- 2011: "Arrival"
- 2012: "People Change"
- 2013: "Glorious"
- 2014: "Tillsammans"
- 2015: "Möt mig i Gamla stan"
- 2015: "Nej Nej Nej"
- 2016: "Ge Mig Sommar"
- 2017: "Sommarnatt"
- 2021: "Lights"

## Teater

### Roller (urval)
- 2005 – Spelade rollen som Teen Angel i musikalen Grease, Göta Lejon
- 2008 – Medverkande i Snurra min jord, hyllningsföreställning till Lars Forssell, regi Lars Löfgren, Vasateatern[7]

## Framträdanden

### Melodifestivalframträdanden
- 2000: "Se mig" (Barbados), andra plats
- 2001: "Allt som jag ser" (Barbados), andra plats
- 2002: "Världen utanför" (Barbados), fjärde plats
- 2003: "Not a sinner nor a saint" (Alcazar), tredje plats
- 2005: "Alcastar" (Alcazar), tredje plats
- 2006: "Lev livet" (Solo), åttonde plats
- 2007: "Live forever" (Solo), utslagen från deltävlingen.
- 2015: "Möt mig i Gamla stan" (Solo), nionde plats.

Allsång på Skansen-framträdanden
- 1999: Barbados
- 2002: Barbados (Ung & Vild, Allsång: Ring Ring)
- 2003: Alcazar (Funky Feet, Allsång: Båt Låt)
- 2005: Alcazar (Start The Fire)
- 2009: Magnus Carlsson (Sommar’ Som Aldrig Säger Nej, Kom Hem)
- 2010: Magnus Carlsson (Mitt Livs Gemål)
- 2012: Magnus Carlsson (Medley med Diggiloo gänget)
- 2015: Magnus Carlsson (Gamla Stan, Nej Nej Nej)
- 2018: Magnus Carlsson (Slow Motion, Visa Mig Hur Man Går Hem)